# Mistrzostwa Europy w Lekkoatletyce 1978 – bieg na 200 m mężczyzn

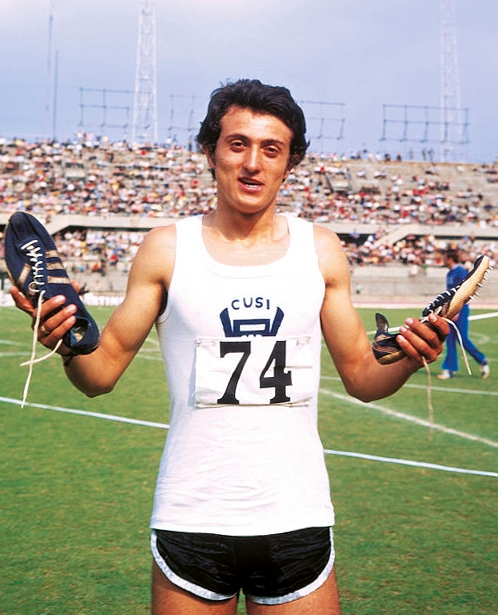
Pietro Mennea

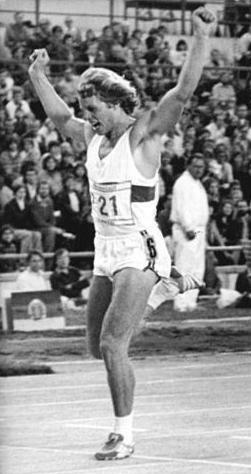
Olaf Prenzler

Bieg na dystansie 200 metrów mężczyzn był jedną z konkurencji rozgrywanych podczas XII mistrzostw Europy w Pradze. Biegi eliminacyjne i półfinałowe zostały rozegrane 31 sierpnia, a bieg finałowy 1 września 1978 roku. Zwycięzcą tej konkurencji został reprezentant Włoch Pietro Mennea, który obronił tytuł zdobyty na mistrzostwach w 1974. W rywalizacji wzięło udział dwudziestu sześciu zawodników z piętnastu reprezentacji.

## Rekordy
| Rekord świata     | Tommie Smith (USA)   | 19,83 | Meksyk, Meksyk      | 16.10.1968 |
| Rekord Europy     | Wałerij Borzow (SUN) | 20,00 | Monachium, RFN      | 04.09.1972 |
| Rekord mistrzostw | Wałerij Borzow (SUN) | 20,31 | Helsinki, Finlandia | 13.08.1971 |

## Wyniki

### Eliminacje
Rozegrano cztery biegi eliminacyjne. Do półfinałów awansowało po czterech najlepszych zawodników każdego biegu eliminacyjnego (Q).
Bieg 1
| Miejsce | Zawodnik           | Czas  | Uwagi |
| ------- | ------------------ | ----- | ----- |
| 1       | Pietro Mennea      | 20,70 | Q     |
| 2       | Leszek Dunecki     | 21,01 | Q     |
| 3       | Dragan Zarić       | 21,13 | Q     |
| 4       | David Jenkins      | 21,36 | Q     |
| 5       | Roland Bombardella | 21,17 |       |
| 6       | Lambert Micha      | 21,36 |       |

Bieg 2
| Miejsce | Zawodnik               | Czas  | Uwagi |
| ------- | ---------------------- | ----- | ----- |
| 1       | Aleksandr Aksinin      | 20,97 | Q     |
| 2       | Joseph Arame           | 21,32 | Q     |
| 3       | Antti Rajamäki         | 21,34 | Q     |
| 4       | Klaus Thiele           | 21,36 | Q     |
| 5       | Luděk Bohman           | 21,39 |       |
| 6       | Mike Bayle             | 21,48 |       |
| 7       | Vilmundur Vilhjálmsson | 21,80 |       |

Bieg 3
| Miejsce | Zawodnik            | Czas  | Uwagi |
| ------- | ------------------- | ----- | ----- |
| 1       | Pascal Barré        | 20,78 | Q     |
| 2       | Wołodymyr Ihnatenko | 20,98 | Q     |
| 3       | Luis Sarría         | 21,18 | Q     |
| 4       | Martin Pelach       | 21,48 | Q     |
| 5       | Paweł Pawłow        | 21,50 |       |
| –       | Renno Roelandt      | DNF   |       |

Bieg 4
| Miejsce | Zawodnik         | Czas  | Uwagi |
| ------- | ---------------- | ----- | ----- |
| 1       | Zenon Licznerski | 20,82 | Q     |
| 2       | Władimir Iwanow  | 20,96 | Q     |
| 3       | Olaf Prenzler    | 20,97 | Q     |
| 4       | Peter Muster     | 21,04 | Q     |
| 5       | Trevor Hoyte     | 21,24 |       |
| 6       | Patrick Barré    | 21,27 |       |
| 7       | Marián Králik    | 21,47 |       |

### Półfinały
Rozegrano dwa półfinały. Do finału awansowało po czterech najlepszych zawodników każdego biegu półfinałowego (Q).
Półfinał 1
| Miejsce | Zawodnik            | Czas  | Uwagi |
| ------- | ------------------- | ----- | ----- |
| 1       | Pietro Mennea       | 20,40 | Q     |
| 2       | Peter Muster        | 20,63 | Q     |
| 3       | Leszek Dunecki      | 20,64 | Q     |
| 4       | Olaf Prenzler       | 20,69 | Q     |
| 5       | Wołodymyr Ihnatenko | 20,74 |       |
| 6       | Joseph Arame        | 21,08 |       |
| 7       | Antti Rajamäki      | 21,19 |       |
| 8       | Martin Pelach       | 21,59 |       |

Półfinał 2
| Miejsce | Zawodnik          | Czas  | Uwagi |
| ------- | ----------------- | ----- | ----- |
| 1       | Pascal Barré      | 20,96 | Q     |
| 2       | Władimir Iwanow   | 20,96 | Q     |
| 3       | Aleksandr Aksinin | 21,08 | Q     |
| 4       | Zenon Licznerski  | 21,10 | Q     |
| 5       | Luis Sarría       | 21,24 |       |
| 6       | Dragan Zarić      | 21,28 |       |
| 7       | David Jenkins     | 21,59 |       |
| –       | Klaus Thiele      | DNF   |       |

### Finał
| Miejsce | Zawodnik          | Czas  | Uwagi |
| ------- | ----------------- | ----- | ----- |
| 1       | Pietro Mennea     | 20,16 | CR    |
| 2       | Olaf Prenzler     | 20,61 |       |
| 3       | Peter Muster      | 20,64 |       |
| 4       | Leszek Dunecki    | 20,68 |       |
| 5       | Pascal Barré      | 20,70 |       |
| 6       | Zenon Licznerski  | 20,74 |       |
| 7       | Aleksandr Aksinin | 20,87 |       |
| 8       | Władimir Iwanow   | 20,92 |       |